# 折小野良一
折小野 良一（おりおの りょういち、1919年1月25日 - 1986年10月20日）は、昭和期の地方公務員、政治家。衆議院議員（2期）、延岡市長（2期）。

## 経歴
鹿児島県薩摩郡宮之城町（現さつま町）出身。1935年旧制宮崎県立妻中学校（現：宮崎県立妻高等学校）卒業。1938年第七高等学校造士館（現：鹿児島大学）卒業。1941年京都帝国大学法学部卒。延岡市総務課長を経て、同市長三浦虎雄によって助役に起用。1960年の延岡市長選挙に立候補。現職の青木善祐を1139票差で破り初当選。延岡市長を戦後初めて2期務める。1965年、助役に房野博（後に延岡市長）を起用。1966年、衆議院議員総選挙立候補のため延岡市長退任。1967年の第31回衆議院議員総選挙宮崎1区に民主社会党から出馬し、初当選。1969年の第32回衆議院議員総選挙では、落選。1972年の第33回衆議院議員総選挙で返り咲く。1976年の第34回衆議院議員総選挙には出馬せず、政界引退。1986年10月20日死去、67歳。死没日をもって勲三等旭日中綬章追贈、正八位から正五位に叙される。